# Nitoukou
Nitoukou es una comuna camerunesa perteneciente al departamento de Mbam-et-Inoubou de la región del Centro.
En 2005 tiene 4831 habitantes, de los que 1310 viven en la capital comunal homónima.
Se ubica junto a la carretera P11, en el límite con la región del Litoral.

## Localidades
Comprende, además del pueblo de Nitoukou, las siguientes localidades:
- Ekondj
- Etong
- Ilobi
- Ndekeyap
- Ndema
- Ndikibil
- Ndoksongden
- Ndogbissoung
- Nebassel
- Neboya
- Nekom I
- Nekom II